# Telepsychiatrie

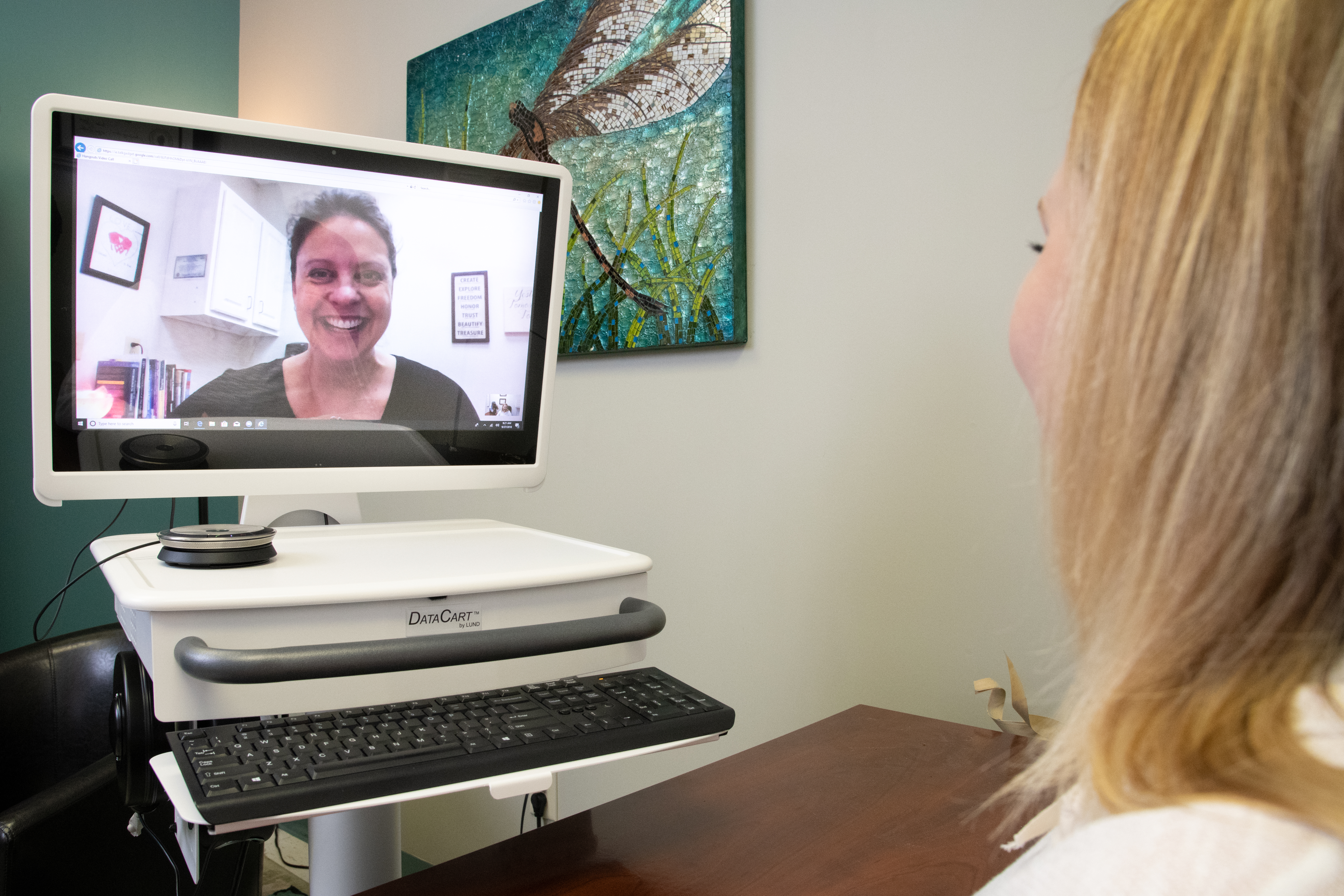
Telepsychiatrie, Beispiel in den USA (2018)

Telepsychiatrie bezeichnet medizinische Beratungen im Fachbereich Psychiatrie und Psychosomatik, die über das Medium der Bildtelefonie/Videokonferenz, vergleichbar mit dem Vorgehen bei der Teleneurologie, erfolgen.
Voraussetzung ist eine flüssige Bild- und Tonübertragung in Echtzeit, die z. B. durch eine VPN-getunnelte Internetverbindung mit Verschlüsselungstechnik ausreichend abgesichert werden kann. Telepsychiatrisch durchgeführte Fachkonsilien in Krankenhäusern und Pflegeeinrichtungen, die bisher keine oder nur mangelhafte Versorgung durch Fachärzte bieten konnten, erschließen den psychisch Erkrankten durch eine telepsychiatrische Vernetzung eine zeitnahe, entfernungsunabhängige, ökonomisch und ökologisch günstige fachmedizinische Versorgung. Die Telepsychiatrie ermöglicht eine engere Vernetzung aller medizinischen Einrichtungen, die psychiatrischen Beratungsbedarf haben. Eine nahezu sofort verfügbare Fachberatung über eine telepsychiatrische Anbindung steigert vor allem bei Krankenhäusern, Hausarztpraxen und Heimen in ländlichen Regionen die Behandlungsqualität. Beim Stroke-Unit versorgenden TEMPiS-Projekt konnte mit vergleichbarer Technik eine kostensparende Therapieverbesserung nachgewiesen werden.